# Ewangelia Piotra

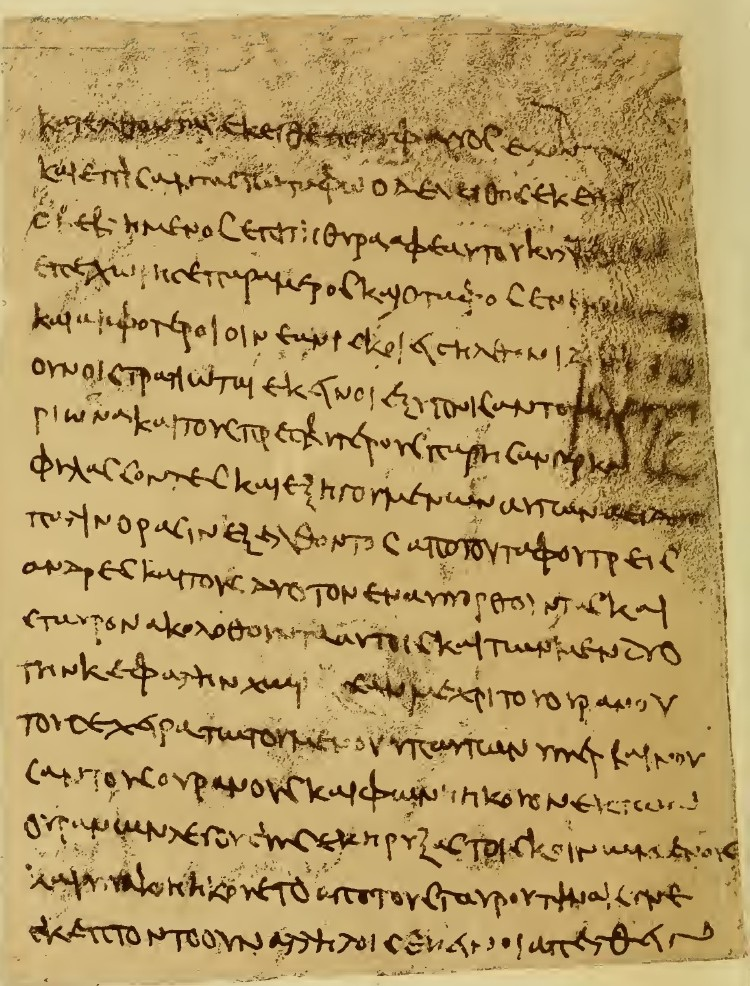
Strona z fragmentem rękopisu z Achmim zawierająca Ewangelię Piotra w języku greckim

Ewangelia Piotra – anonimowy utwór apokryficzny pochodzący prawdopodobnie z II wieku n.e.

## Opis
Ewangelia Piotra powstała prawdopodobnie ok. II w. w Syrii. Tekst został odkryty w 1886/1887 przez S. Grebauta w grobie mnicha chrześcijańskiego w Achmim (dawne Peneapolis) w Górnym Egipcie. Rękopis zawiera 33 karty pergaminowe zapisane pomiędzy VII a IX wiekiem. Strony 2–10 zidentyfikowano jako Ewangelię Piotra znaną wcześniej tylko ze wzmianek u pisarzy chrześcijańskich: Serapina biskupa Antiochii (190–211). Manuskrypt jest niekompletny i prawdopodobnie jego źródłem był inny niekompletny rękopis. Zachowane fragmenty są utrzymane w stylu autobiografii Szymona Piotra, co nadało dziełu jego nazwę.
Treść zawiera opis męki i śmierci Jezusa, następnie pogrzebu i zmartwychwstania, powtarzający w większości wiadomości z Ewangelii kanonicznych, urozmaicony wątkami zaczerpniętymi z fantazji. W zdaniu, że ukrzyżowany Jezus milczał, jakby nie doznawał żadnego bólu Joachim Gnilka dopatruje się wpływu doketyzmu.
W 494 roku Ewangelia Piotra znalazła się na liście apokryfów sporządzonej przez papieża Gelazjusza I.